# Фрегаты типа «Нокс»
Фрегаты типа «Нокс» (англ. Knox-class frigate) — серия противолодочных кораблей ВМС США, первоначально классифицированных как эскортные миноносцы, а с июня 1975 года, после реформы классификации кораблей, как фрегаты. С 1969 по 1994 год в составе ВМС США было построено и служило 46 кораблей.

## История строительства
46 построенных фрегатов типа «Нокс» строились сразу на нескольких верфях США и вводились в строй с 1969 по 1974 гг. Выведены из состава флота в начале 1990-х гг. Часть фрегатов была продана ВМС ряда стран — Тайваню, Мексике, Египту и Таиланду.

## Вооружение
Фрегаты типа «Нокс» были вооружены пушкой Мк42 калибра 5 дюймов (127мм/54), пусковой установкой Mk 16 для ПЛУР ASROC и противокорабельных ракет RGM-84A Harpoon, четырьмя 324-мм торпедными аппаратами и, позже, RIM-7 Sea Sparrow (ПУ 1х8) (потом заменили одной 20-мм установкой «Фаланкс»). На фрегате базировался вертолет ПЛО.
Универсальная автоматическая одноорудийная установка калибра 127 мм с длиной ствола 54 калибра.
Противолодочный комплекс ASROC (Anti-Submarine ROCket). Пусковая установка Mk 16 поворотная контейнерного типа устанавливалась на носу корабля и первоночально содержала 8 противолодочных ракет RUR-5 ASROC.
Ракета RGM-84A была принята на вооружение ВМС США в 1977 году после начала строительства серии фрегатов. Две ячейки ПУ Mk 16 переделали для стрельбы ракетами Harpoon (боезапас 12 ракет ASROC и 4 ракеты «Гарпун»).
На вооружении фрегатов находились 4 однотрубных 324-мм торпедных аппарата Mk 32. Аппараты устанавливались неподвижно по 2 на борт.
В 1971—1975 годах на корме 31 корабля серии была установлена пусковая установка Sea Sparrow. Пусковая установка Mark 29 была создана на базе пусковой установки RUR-5 ASROC и также вмещала 8 зенитных ракет. Оставшиеся планировалось довооружить аналогичной системой Sea Chaparral, однако до этого дело не дошло.
Впоследствии ЗРК Sea Sparrow на всех кораблях был заменён на 20-мм ЗАК Mark 15 Phalanx CIWS.
Фрегаты типа Knox оборудованы ангаром для вертолета ПЛО. В разные годы на кораблях базировались разные типы вертолетов.
Сначала был беспилотный противолодочный вертолёт DASH. Вертолет Gyrodyne QH-50, первоначально базировавшийся на фрегатах данного типа, показал себя очень ненадежной машиной.
Потом вертолет Kaman SH-2 Seasprite, заменивший DASH на фрегатах. Применялись разные типы этого вертолета в модификации Light Airborne Multi-Purpose System (LAMPS).

## Список кораблей типа[1]
- FF1052 Knox — заложен в Todd Pacific Shipyards (Seattle, Washington) 5. 10. 1965, спущен на воду 19. 11. 1966, вступил в строй 12.04.1960. Выведен в резерв 14.02.1992, списан 11.01.1995, потоплен в качестве мишени 7.08.2007.
- FF1053 Roark — заложен в Todd Pacific Shipyards (Seattle, Washington) 2.02.1966, спущен на воду 27.04.1967, вступил в строй 22.11.1969. Выведен в резерв 14.12.1991, списан 11.01.1995, отправлен на слом 13.10.2004.
- FF1054 Gray — заложен в Todd Pacific Shipyards (Seattle, Washington) 19.11.1966, спущен на воду 3.11.1967, вступил в строй 4.04.1970. Выведен в резерв 29.06.1991, списан 11.01.1995, разобран на металлолом 21.07.2001.
- FF1055 Hepburn — заложен в Todd Pacific Shipyards (Seattle, Washington) 1.06.1966, спущен на воду 25.03.1967, вступил в строй 3.07.1969. Выведен в резерв 20.12.1991, списан 11.01.1995, потоплен в качестве мишени 4.06.2002 во время учений RIMPAC.
- FF1056 Connole — заложен в Avondale Shipyard (Westwego, Louisiana) 23.03.1967, спущен на воду 20.07.1968, вступил в строй 20.08.1969. Выведен в резерв 30.08.1992, списан 11.01.1995, передан Греции и получил наименование F-456 Ipiros (выведен из боевого состава в 2003 г.).
- FF1057 Rathburne — заложен в Lockheed Shipbuilding and Construction Co. (Seattle, Washington) 8.01.1968, спущен на воду 2.05.1969, вступил в строй 16.05.1970. Выведен в резерв 14.02.1992, списан 11.01.1995, потоплен в качестве мишени 2.07.2002 во время учений RIMPAC.
- FF1058 Meyerkord — заложен в Todd Pacific Shipyards (San Pedro, California) 1.09.1966, спущен на воду 15.07.1967, вступил в строй 28.11.1969. Выведен в резерв 14.12.1991, списан 11.01.1995, отправлен на слом 15.12.2001.
- FF1059 W.S. Sims — заложен в Avondale Shipyard 10.04.1967, спущен на воду 4.01.1969, вступил в строй 3.01.1970. Выведен в резерв 6.09.1991, списан 11.01.1995, передан Турции 21.12.1999 в качестве запасных частей.
- FF1060 Lang — заложен в Todd Pacific Shipyards (San Pedro, California) 25.03.1967, спущен на воду 17.02.1968, вступил в строй 28.03.1970. Выведен в резерв 12.12.1991, списан 11.01.1995, отправлен на слом 15.12.2001.
- FF1061 Patterson — заложен в Avondale Shipyard 12.10.1967, спущен на воду 3.05.1969, вступил в строй 14.03.1970. Выведен в резерв 30.09.1991, списан 11.01.1995, продан на слом в сентябре 1999 г.
- FF1062 Whipple — заложен в Todd Pacific Shipyards (Seattle, Washington) 24.04.1967, спущен на воду 12.04.1968, вступил в строй 22.08.1970. Выведен в резерв 14.02.1992, списан 11.01.1995, продан Мексике 10.04.2002 и получил наименование F-214 Mina.
- FF1063 Reasoner — заложен в Lockheed Shipbuilding and Construction Co. 6.01.1969, спущен на воду 1.08.1970, вступил в строй 31.07.1971. Выведен в резерв 28.08.1993, передан в аренду, затем продан Турции и получил наименование F-252 Kocatepe.
- FF1064 Lockwood — заложен в Todd Pacific Shipyards (Seattle, Washington) 3.11.1967, спущен на воду 5.09.1968, вступил в строй 5.12.1970. Выведен в резерв и списан 30.09.1993, отправлен на слом 4.08.2000.
- FF1065 Stein — заложен в Lockheed Shipbuilding and Construction Co. 1.06.1970, спущен на воду 19.12.1970, вступил в строй 8.01.1972. Выведен в резерв 19.03.1992, списан 11.01.1995, продан Мексике и получил наименование F-211 Ignacio Allende.
- FF1066 Marvin Shields — заложен в Todd Pacific Shipyards (Seattle, Washington) 12.04.1968, спущен на воду 23.10.1969, вступил в строй 10.04.1971. Выведен в резерв 2.07.1992, списан 11.01.1995, продан Мексике и получил наименование F-212 Mariano Abasolo.
- FF1067 Francis Hammond — заложен в Todd Pacific Shipyards (San Pedro, California) 15.07.1967, спущен на воду 11.05.1968, вступил в строй 25.07.1970. Выведен в резерв 2.07.1992, списан 11.01.1995, отправлен на слом 31.03.2003.
- FF1068 Vreeland — заложен в Avondale Shipyard 20.03.1968, спущен на воду 14.06.1969, вступил в строй 13.06.1970. Выведен в резерв 30.06.1992, списан 11.01.1995, передан Греции и получил наименование F-458 Makedonia.
- FF1069 Badley — заложен в Lockheed Shipbuilding and Construction Co. 22.09.1970, спущен на воду 24.04.1971, вступил в строй 6.05.1972. Выведен в резерв 26.09.1991, списан 11.01.1995, отправлен на слом 19.12.2000.
- FF1070 Downes — заложен в Todd Pacific Shipyards (Seattle, Washington) 5.09.1968, спущен на воду 12.12.1969, вступил в строй 28.08.1971. Выведен в резерв 14.02.1992, списан 11.01.1995, потоплен в качестве мишени 15.08.2003.
- FF1071 Badger — заложен в Todd Pacific Shipyards (San Pedro, California) 17.02.1968, спущен на воду 7.12.1968, вступил в строй 1.12.1970. Выведен в резерв 20.12.1991, списан 11.01.1995, потоплен в качестве мишени 22.07.1998.
- FF1072 Blakely — заложен в Avondale Shipyard 3.06.1968, спущен на воду 23.08.1969, вступил в строй 18.07.1970. Выведен в резерв 15.11.1991, списан 11.01.1995, отправлен на слом 30.09.2000.
- FF1073 Robert E. Peary — заложен в Lockheed Shipbuilding and Construction Co. 20.12.1970, спущен на воду 23.06.1971, вступил в строй 23.09.1972. Выведен в резерв 7.08.1992, списан 11.01.1995. Передан Тайваню и получил наименование FF-932 Chi Yang.
- FF1074 Harold E. Holt — заложен в Todd Pacific Shipyards (San Pedro, California) 11.05.1968, спущен на воду 3.05.1969, вступил в строй 26.03.1971. Выведен в резерв 2.07.1992, списан 11.01.1995, потоплен в качестве мишени 10.07.2002 в ходе учений RIMPAC.
- FF1075 Trippe — заложен в Avondale Shipyard 29.07.1968, спущен на воду 1.11.1969, вступил в строй 19.09.1970. Выведен в резерв 30.07.1992, списан 11.01.1995. Передан Греции и получил наименование F-457 Thraki (вступил в апреле 1993 г.).
- FF1076 Fanning — заложен в Todd Pacific Shipyards (San Pedro, California) 7.12.1968, спущен на воду 24.01.1970, вступил в строй 23.07.1971. Выведен в резерв 31.07.1993, списан 11.01.1995. Передан Турции 31.07.1993 и получил наименование F-251 Adatepe (выведен из боевого состава в 2001 г.).
- FF1077 Ouellet — заложен в Avondale Shipyard 15.01.1969, спущен на воду 17.01.1970, вступил в строй 12.12.1970. Выведен в резерв 6.08.1993, списан 11.01.1995. Передан Таиланду и получил наименование F-462 Phuttaloetla Naphalai (вступил в мае 1998 г.).
- FF1078 Joseph Hewes — заложен в Avondale Shipyard 14.05.1969, спущен на воду 7.03.1970, вступил в строй 24.04.1971. Выведен в резерв 30.06.1994, списан 11.01.1995. Передан Тайваню и получил наименование FF-935 Lan Yang.
- FF1079 Bowen — заложен в Avondale Shipyard 11.07.1969, спущен на воду 2.05.1970, вступил в строй 22.05.1971. Выведен в резерв 30.06.1994, списан 11.01.1995. Передан Турции 22.02.2002 и получил наименование F-257 Akdeniz.
- FF1080 Paul — заложен в Avondale Shipyard 12.09.1969, спущен на воду 20.06.1970, вступил в строй 14.08.1971. Выведен в резерв 14.08.1992, списан 11.01.1995. Передан Турции 9.01.2000.
- FF1081 Aylwin — заложен в Avondale Shipyard 13.11.1969, спущен на воду 29.08.1970, вступил в строй 18.09.1971. Выведен в резерв 15.05.1992, списан 11.01.1995. Передан Тайваню 29.04.1998 и получил наименование F-938 Ni Yang.
- FF1082 Elmer Montgomery — заложен в Avondale Shipyard 23.01.1970, спущен на воду 21.11.1970, вступил в строй 30.10.1971. Выведен в резерв и списан 30.06.1993. Передан Турции 13.12.1993.
- FF1083 Cook — заложен в Avondale Shipyard 20.03.1970, спущен на воду 23.01.1971, вступил в строй 18.12.1971. Выведен в резерв 30.04.1992, списан 11.01.1995. Передан Тайваню 29.09.1999 и получил наименование F-936 Hae Yang.
- FF1084 McCandless — заложен в Avondale Shipyard 4.06.1970, спущен на воду 20.03.1971, вступил в строй 18.03.1972. Выведен в резерв 6.05.1994, списан 11.01.1995. Передан Турции 2.02.2002 и получил наименование F-254 Trakia.
- FF1085 Donald B. Beary — заложен в Avondale Shipyard 24.07.1970, спущен на воду 22.05.1971, вступил в строй 22.07.1972. Выведен в резерв 20.05.1994, списан 11.01.1995. Продан Турции 2.02.2002 и получил наименование F-255 Karadeniz.
- FF1086 Brewton — заложен в Avondale Shipyard 2.10.1970, спущен на воду 24.07.1970, вступил в строй 8.07.1972. Выведен в резерв 2.07.1992, списан 11.01.1995. Продан Тайваню 29.09.1999 и получил наименование F-933 Fun Yang.
- FF1087 Kirk — заложен в Avondale Shipyard 4.12.1970, спущен на воду 25.09.1971, вступил в строй 9.09.1972. Выведен в резерв 6.08.1993, списан 11.01.1995. Передан Тайваню и получил наименование F-934 Fen Yang.
- FF1088 Barbey — заложен в Avondale Shipyard 5.02.1971, спущен на воду 4.12.1971, вступил в строй 11.11.1972. Выведен в резерв 20.03.1992, списан 11.01.1995. Продан Тайваню в 1999 г. и получил наименование F-937 Hyay Yang.
- FF1089 Jesse L. Brown — заложен в Avondale Shipyard 8.04.1971, спущен на воду 18.03.1972, вступил в строй 17.02.1973. Выведен в резерв 27.07.1994, списан 11.01.1995. Передан Египту и получил наименование F-961 Damietta.
- FF1090 Ainsworth — заложен в Avondale Shipyard 11.06.1971, спущен на воду 15.04.1972, вступил в строй 31.03.1973. Выведен в резерв 27.05.1994, списан 11.01.1995. Передан Турции и получил наименование F-256 Ege.
- FF1091 Miller — заложен в Avondale Shipyard 6.08.1971, спущен на воду 3.06.1972, вступил в строй 30.06.1973. Выведен в резерв 15.10.1991, списан 11.01.1995. Продан Турции 19.07.1999 и потоплен в качестве мишени в июне 2001 г. во время учений Seawolf.
- FF1092 Thomas C. Hart — заложен в Avondale Shipyard 8.10.1971, спущен на воду 12.08.1972, вступил в строй 28.07.1973. Выведен в резерв 30.08.1993, списан 11.01.1995. Передан Турции и получил наименование F-253 Zafer.
- FF1093 Capodanno — заложен в Avondale Shipyard 12.10.1971, спущен на воду 21.10.1972, вступил в строй 17.11.1973. Выведен в резерв 30.07.1993, списан 11.01.1995. Передан в аренду и продан Турции и получил наименование F-250 Muavenet.
- FF1094 Pharris — заложен в Avondale Shipyard 11.02.1972, спущен на воду 16.12.1972, вступил в строй 14.12.1973. Выведен в резерв 15.04.1992, списан 11.01.1995. Продан Мексике и получил наименование F-213 Victoria.
- FF1095 Truett — заложен в Avondale Shipyard 27.04.1972, спущен на воду 3.02.1973, вступил в строй 1.06.1974. Выведен в резерв 30.07.1994, списан 11.01.1995. Передан в аренду в 1994 г. и продан 9.12.1999 Таиланду F-461.
- FF1096 Valdez — заложен в Avondale Shipyard 30.06.1972, спущен на воду 24.03.1973, вступил в строй 27.07.1974. Выведен в резерв 16.12.1991. Передан Тайваню и получил наименование F-939 Yi Yang.
- FF1097 Moinester — заложен в Avondale Shipyard 25.08.1972, спущен на воду 12.05.1973, вступил в строй 2.11.1974. Выведен в резерв 28.07.1994. Продан Египту и получил наименование F962 Rasheed.

Продано-31:
Египет-2
Греция-3
Мексика-4
Тайвань-9
Таиланд-1
Турция-12

## Галерея

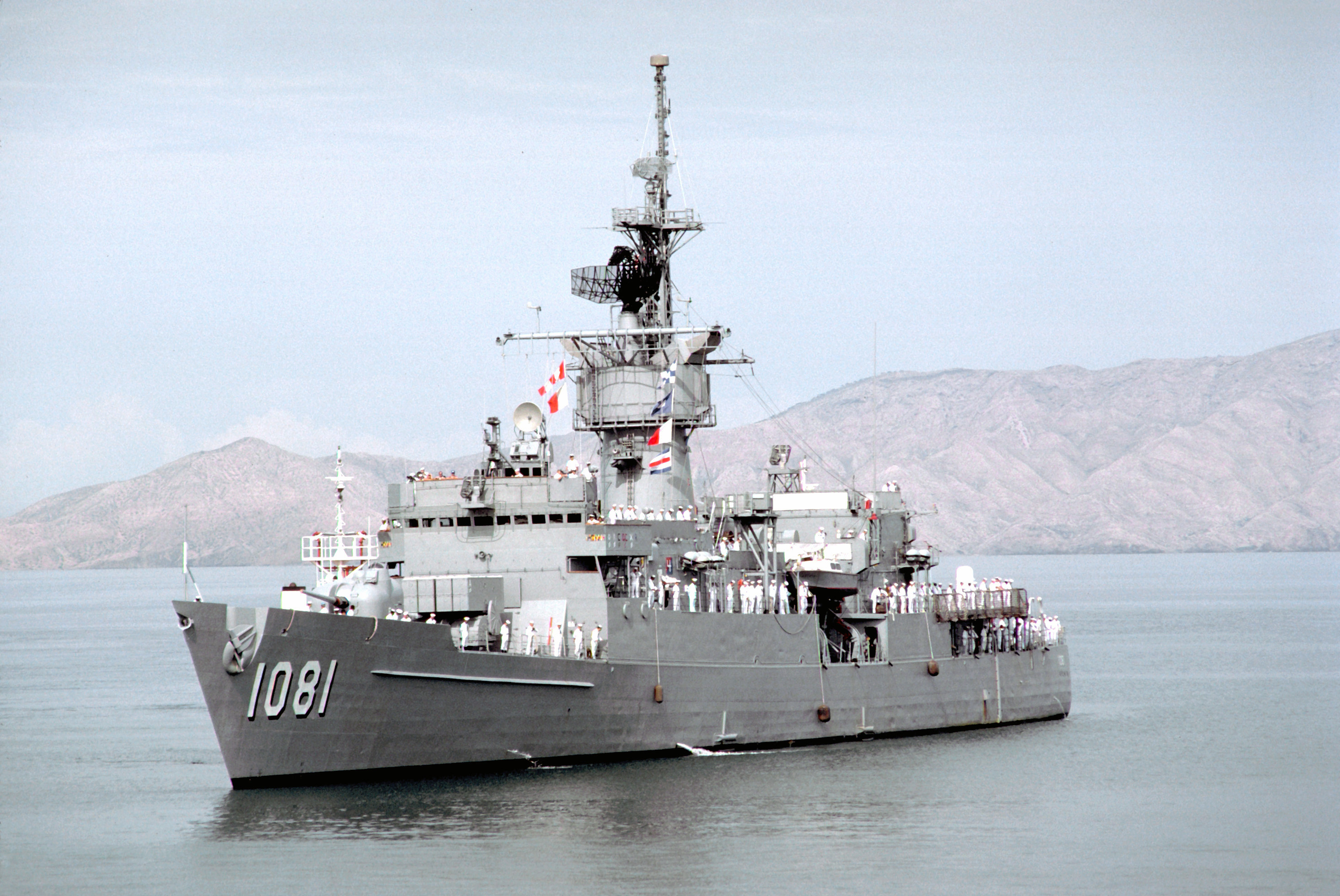
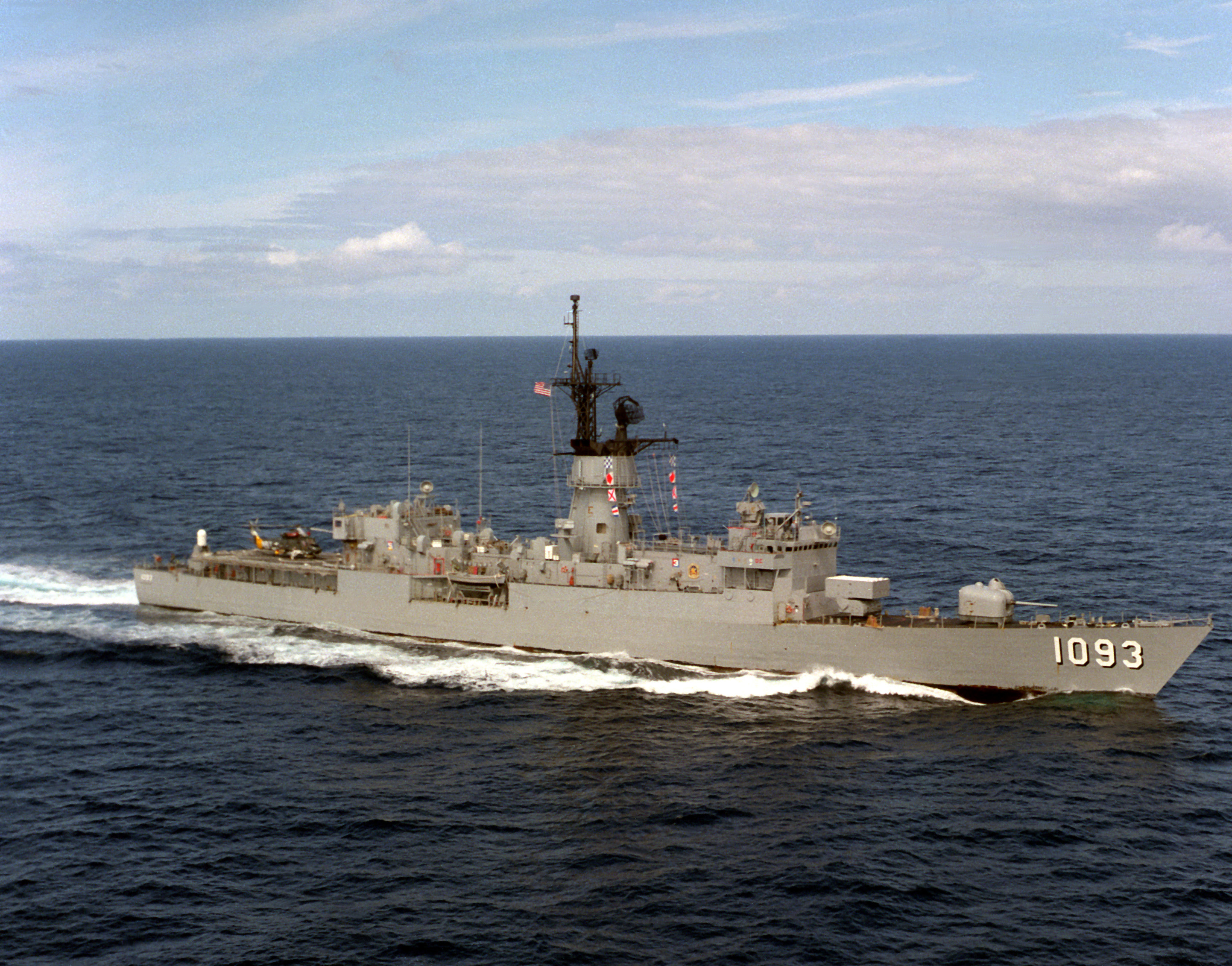
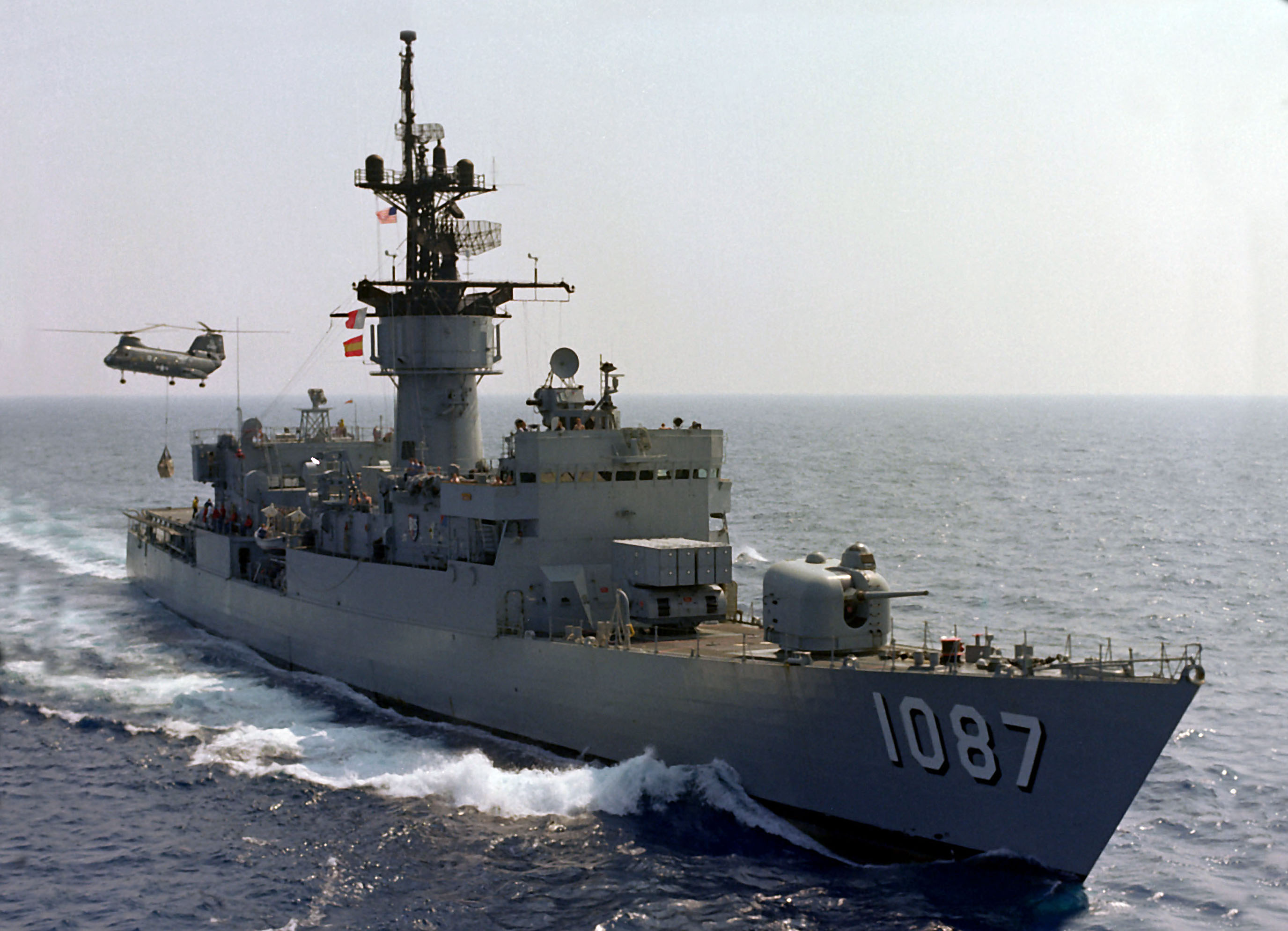
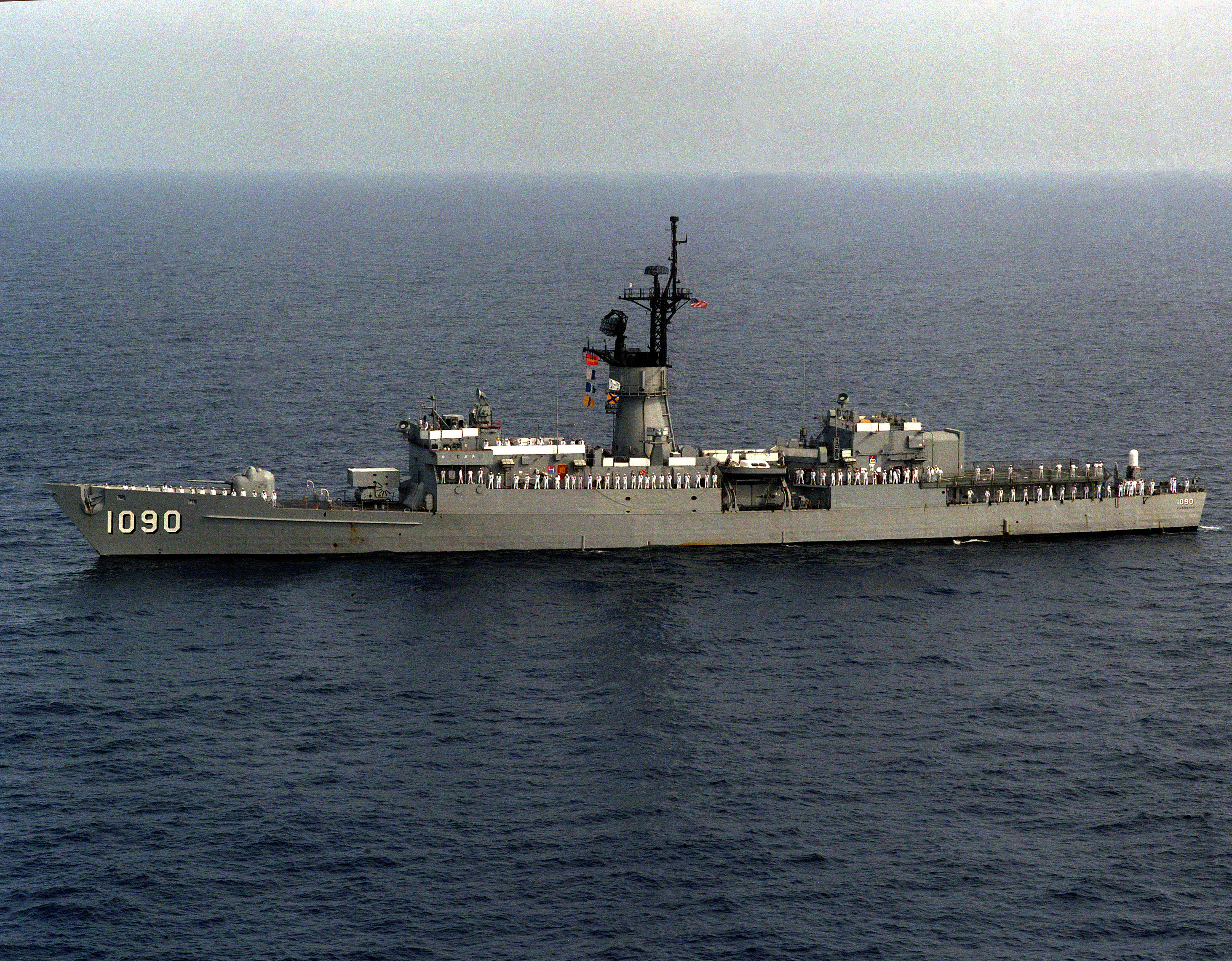
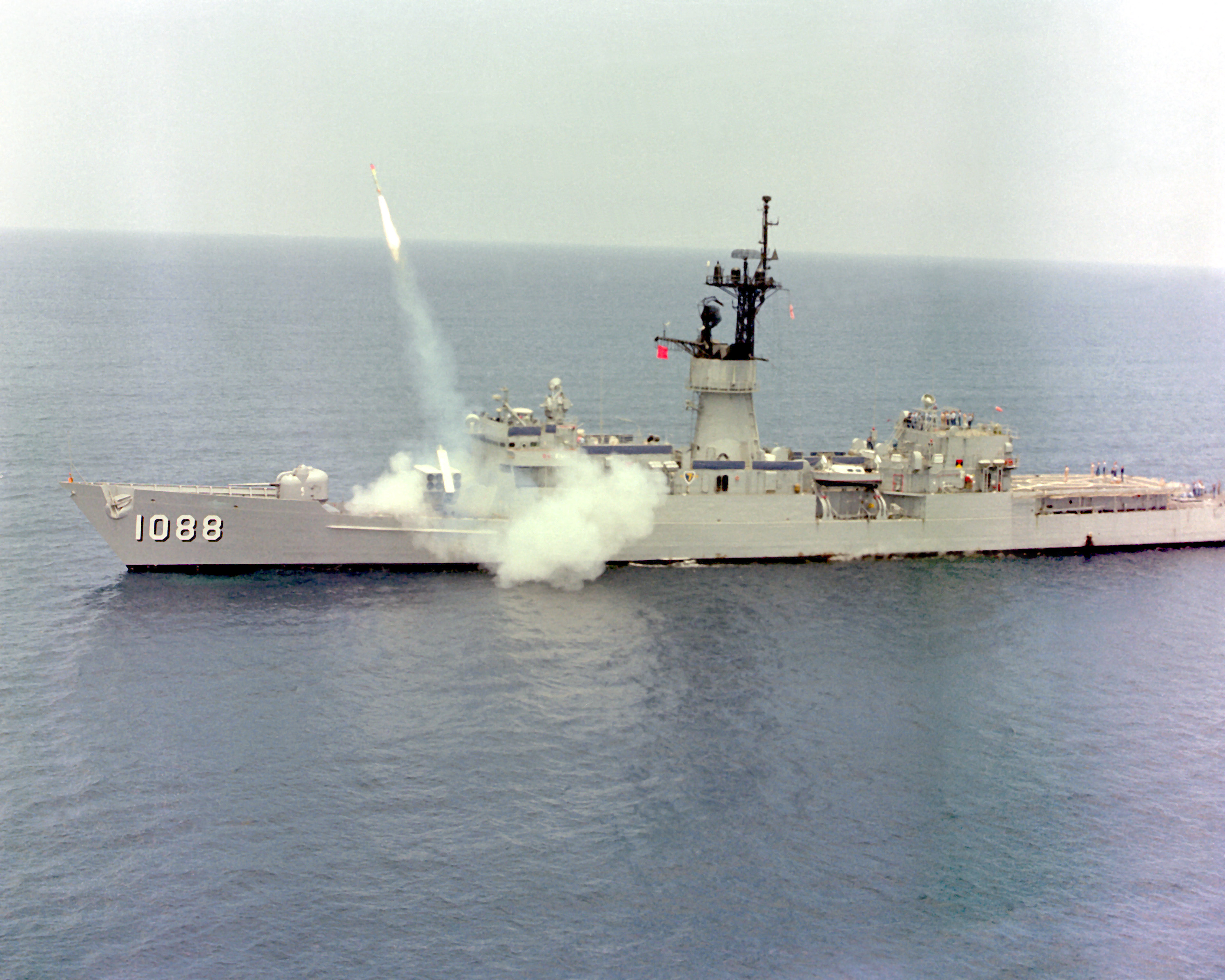
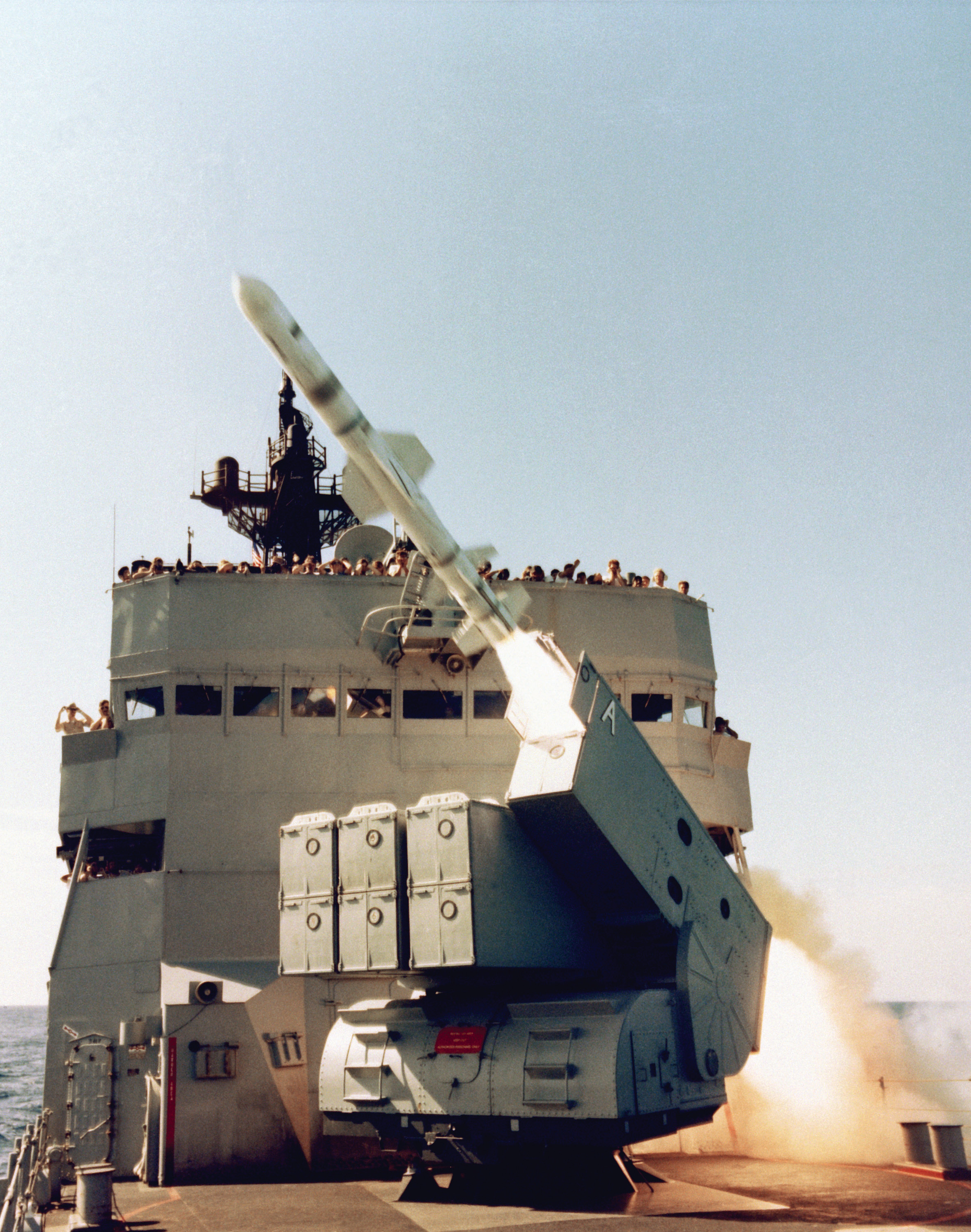
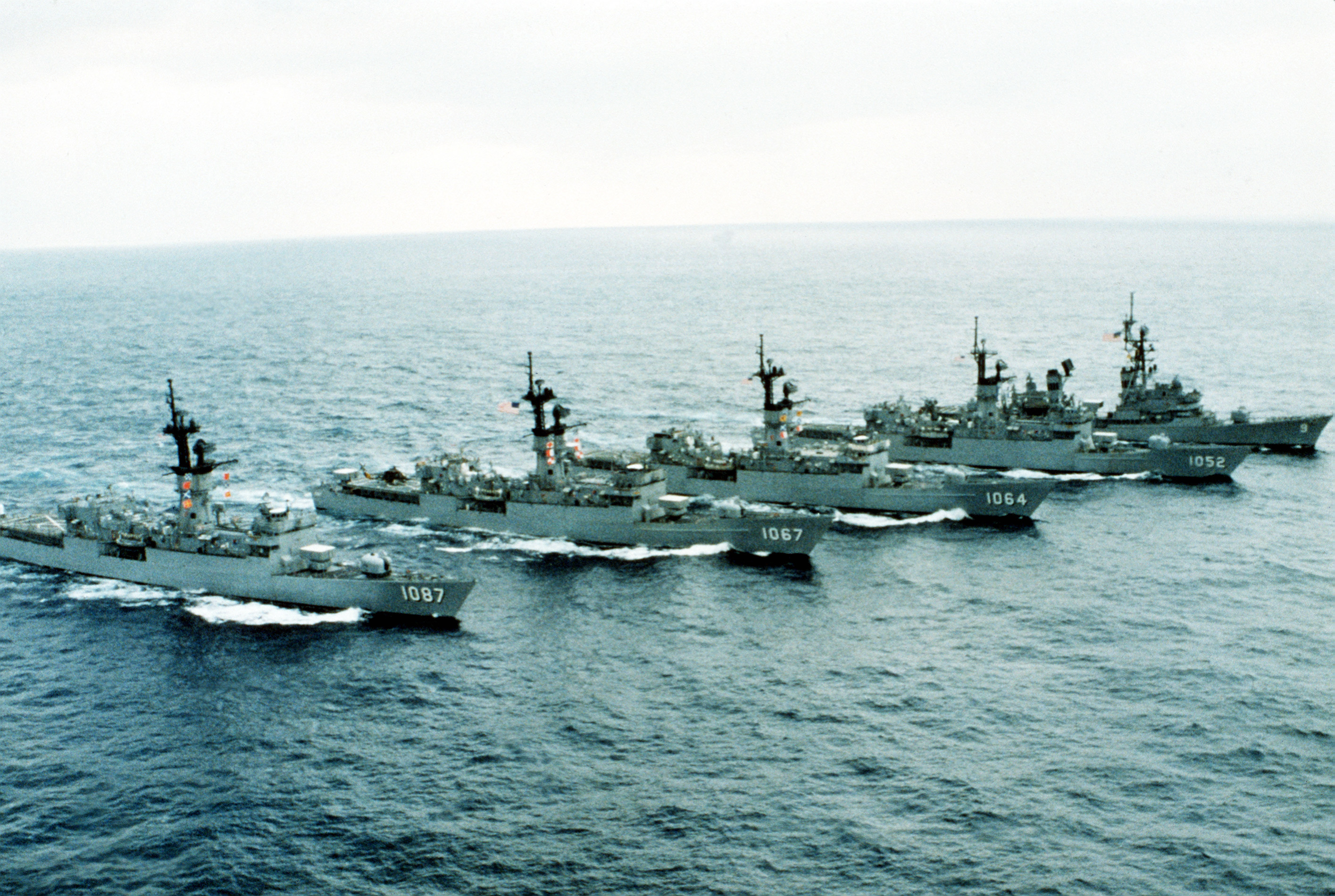
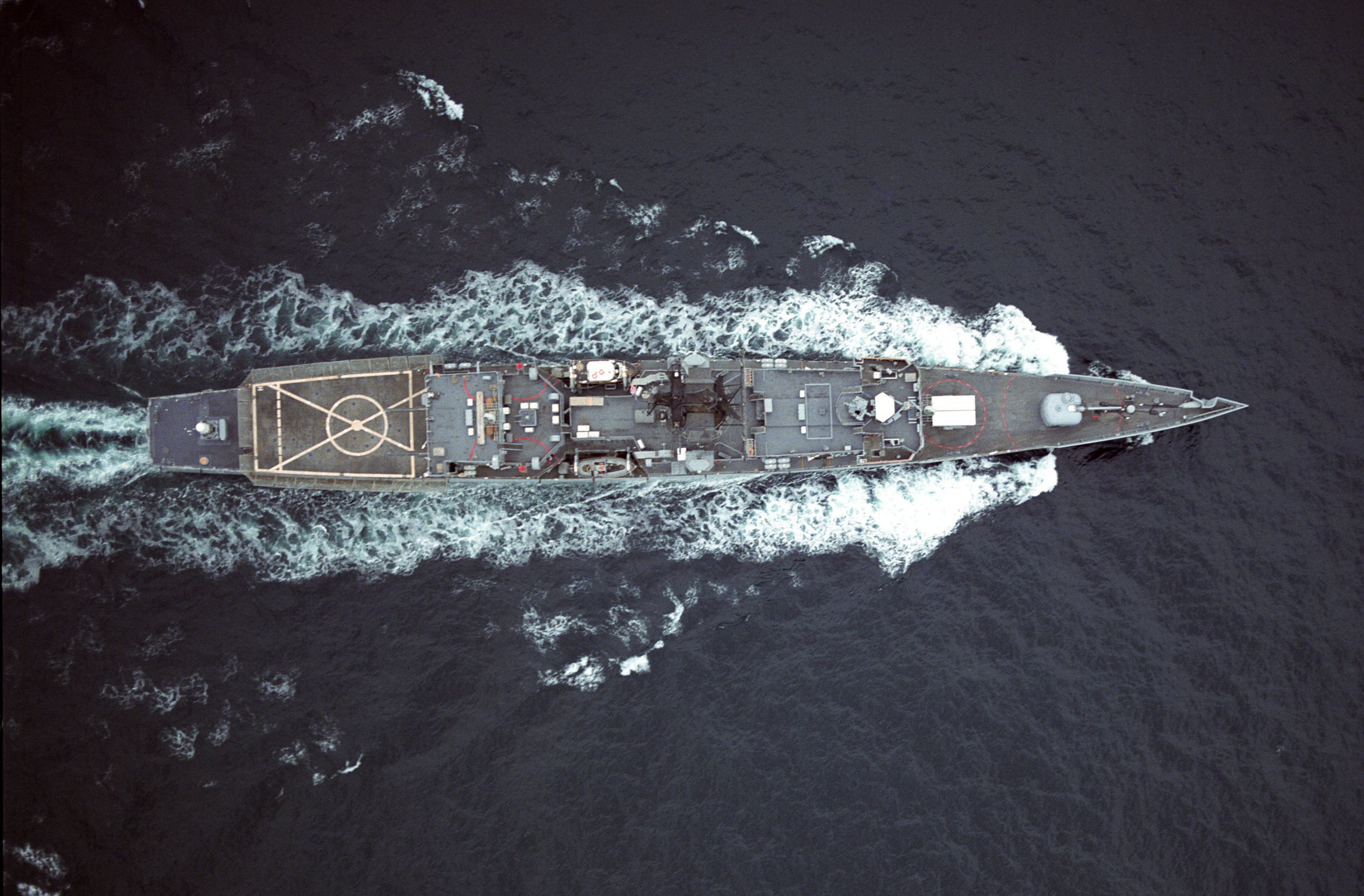
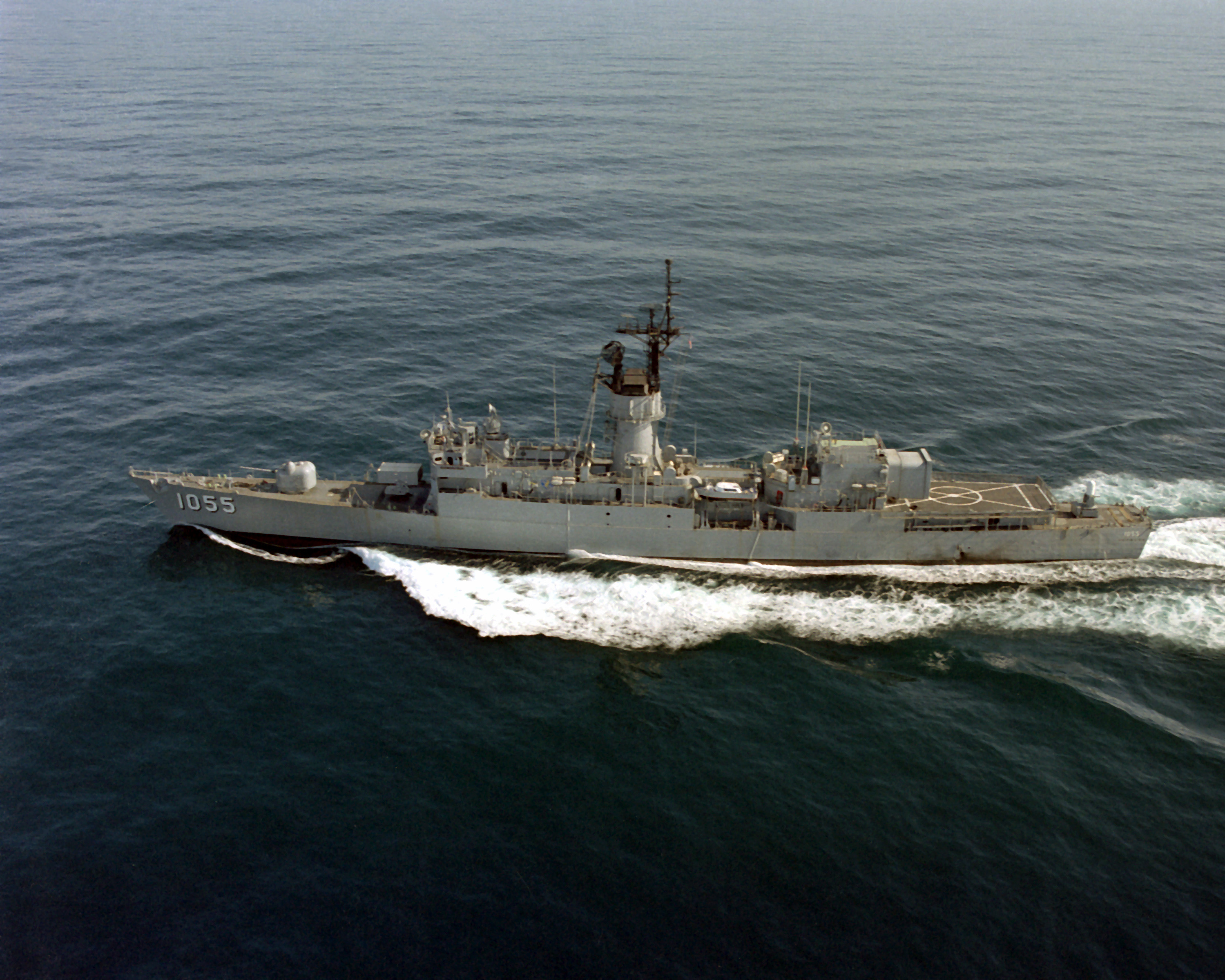
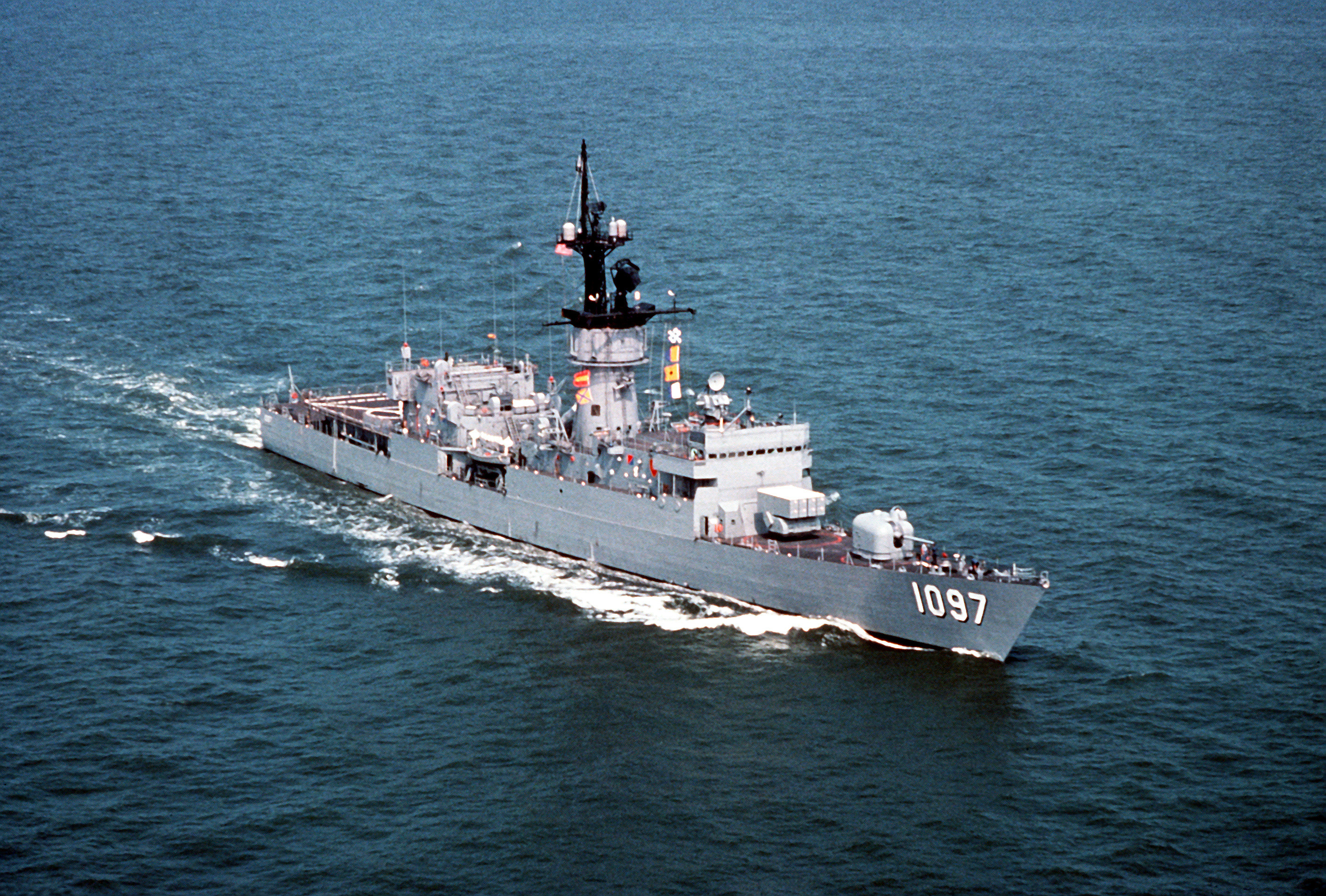
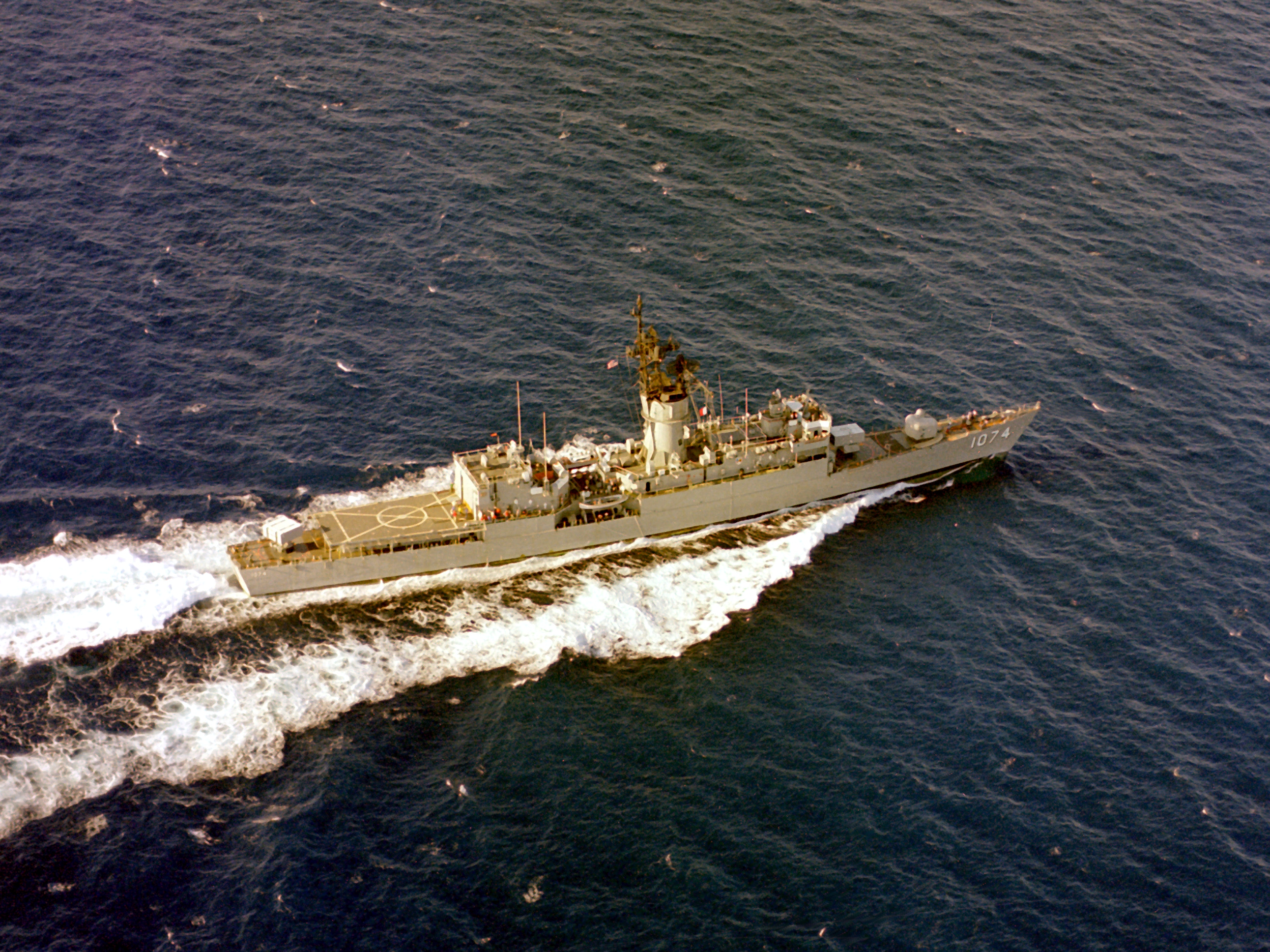
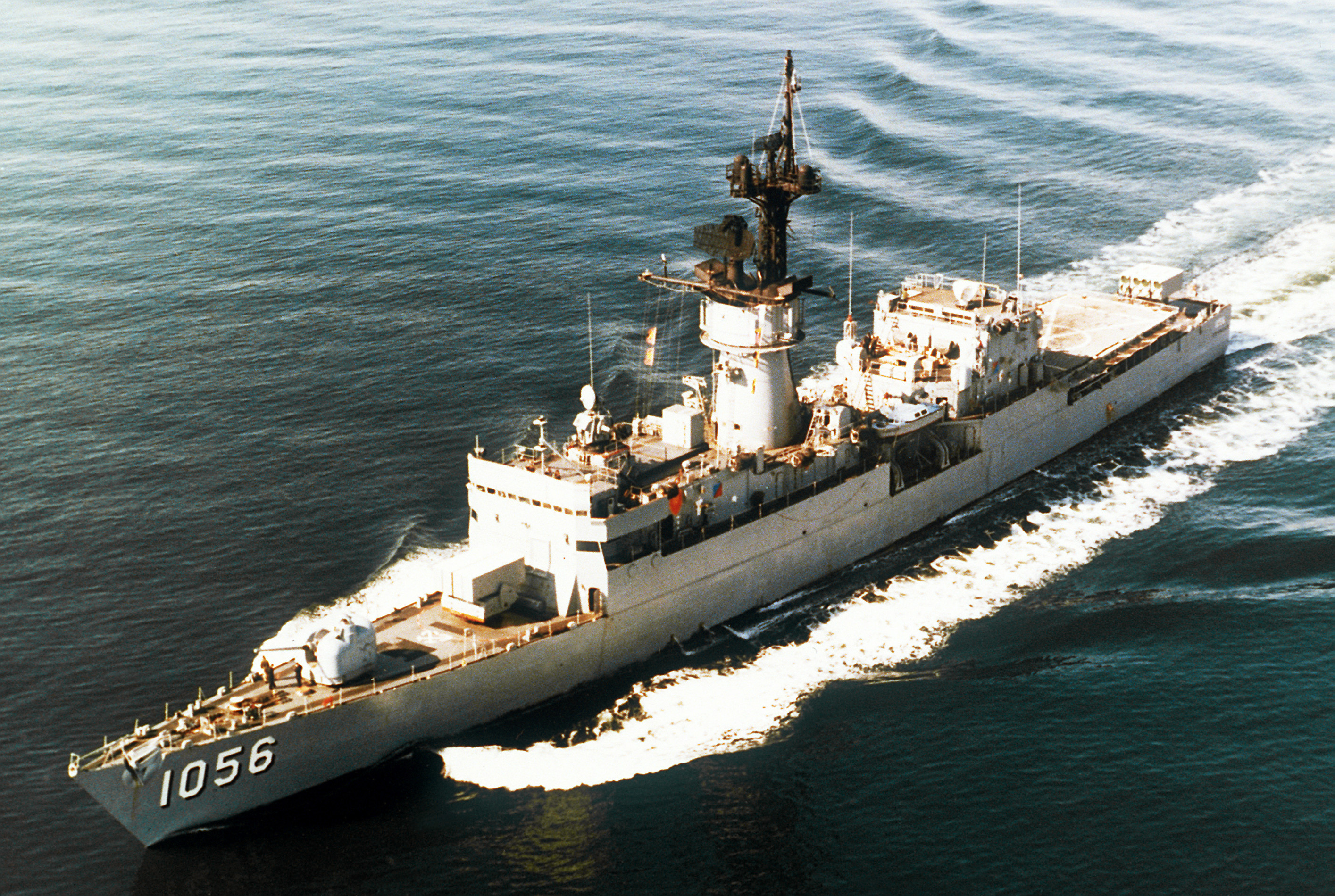